# IC 1584
IC 1584 — галактика типу SB? (компактна витягнута галактика) у сузір'ї Андромеда.
Цей об'єкт міститься в оригінальній редакції індексного каталогу.